# دوريس إغان
دوريس إغان (بالإنجليزية: Doris Egan)‏ (1955)؛ كاتبة سيناريو، منتجة أفلام، كاتِبة، مؤلفة وروائية أمريكية.

## روابط خارجية
- دوريس إغان على موقع IMDb (الإنجليزية)
- دوريس إغان على موقع ألو سيني (الفرنسية)
- دوريس إغان على موقع قاعدة بيانات الفيلم (الإنجليزية)